# Chandel
Chandel es una localidad de la India, centro administrativo del distrito de Chandel,en el estado de Manipur.

## Geografía
Se encuentra a una altitud de 909 m s. n. m. a 76 km de la capital estatal, Imfal, en la zona horaria UTC +5:30.

## Demografía
Según estimación 2010 contaba con una población de 709 habitantes.